# برزولوپی
برزولوپی (به چکی: Březolupy) یک منطقهٔ مسکونی در جمهوری چک است که در ناحیه اوهرسکه هرادیشتی واقع شده‌است. برزولوپی ۱۵٫۷۹ کیلومتر مربع مساحت و ۱٬۶۰۶ نفر جمعیت دارد و ۲۱۲ متر بالاتر از سطح دریا واقع شده‌است.